# Lanciostory
Lanciostory è una rivista settimanale italiana di fumetti, pubblicata dall'Eura Editoriale dal 1975 al 2009 e poi dall'Editoriale Aurea; ha superato i duemila numeri pubblicati.

## Storia editoriale
La testata ha esordito in edicola il 14 aprile 1975 con il n. 1 preceduto da un n. 0 promozionale dello stesso mese e anno, ideato per sondare il potenziale gradimento da parte dei lettori. La rivista ebbe sin dall'inizio un'impostazione editoriale precisa: scelta di fumetti di scuola sudamericana, allora poco conosciuta, cura per la veste tipografica, corredo di rubriche di attualità. Inoltre nella pagina della posta (4 chiacchiere tra noi) il direttore Stelio Rizzo condusse la rubrica in modo innovativo: dialogava con i lettori anche su argomenti non esclusivamente fumettistici. Dopo la sua scomparsa, Filippo Ciolfi (già direttore di Skorpio) ha proseguito questa impostazione per alcuni anni, poi abbandonata in favore di una presentazione dei fumetti contenuti nel numero successivo e di saltuarie e occasionali brevi risposte ai lettori.
È su Lanciostory che sono state pubblicate la serie western Hud Kelly disegnata da Rodolfo Torti, su testi originali di Marco Di Tillo, e L'Eternauta, opera di fantascienza di Héctor Oesterheld e Francisco Solano López. I principali autori latinoamericani sono stati tutti ospitati sulle pagine di questa rivista contenitore. Il buon successo commerciale ha portato allo sviluppo di diversi progetti paralleli: pubblicazioni di serie monografiche, libri cartonati che ristampano le migliori storie apparse su Lanciostory e la gemella Skorpio. Tra il finire degli anni ottanta e l'inizio anni novanta Lanciostory si è rivolto anche alla prestigiosa scuola franco-belga, pubblicandone molte storie, senza rinnegare le scelte iniziali. Dal 1998, inoltre, l'Eura Editoriale ha messo a disposizione nei suoi settimanali uno spazio di tutto rispetto e di alta visibilità per i fumetti di scuola italiana, cominciando con la pubblicazione di Napoli Ground Zero, che ha visto impegnati autori e disegnatori quali Lorenzo Bartoli, Roberto Recchioni, Cristiano Cucina e altri ancora.
Fra i principali personaggi va menzionato Dago, il popolare "giannizzero nero", che ha una storia ormai pluridecennale e un albo monografico dedicato che pubblica storie inedite, appositamente create, più una ristampa cronologica delle sue avventure apparse sul periodico. Fra i grandi autori fatti conoscere al grande pubblico ricordiamo Paolo Eleuteri Serpieri, autore di numerose storie western per l'Eura.
In appendice pubblica le strisce della serie Beep Peep.
Un altro aspetto di grande rilievo è l'atteggiamento nei confronti dei fumetti come forma narrativa. Lanciostory e l'Eura in generale, come affermato nella rubriche della posta in molte occasioni, hanno sempre considerato il fumetto un medium con pari dignità rispetto agli altri, in grado di raccontare qualunque cosa, a una sola condizione: la buona qualità della fattura.
Dal n. 1 dell'anno 2010 Lanciostory viene pubblicato dalla casa editrice Editoriale Aurea, che ha preso in carico le testate Eura Editoriale alla fine del 2009, quando la proprietà dell'azienda è stata ceduta. Il nuovo team, composto dal direttore responsabile Enzo Marino e dal direttore editoriale Sergio Loss, provenienti dalla Eura, prosegue nella tradizione della testata pubblicando una selezione di fumetti italiani e stranieri.
Dal 1994 ospita la rubrica "Nuvolette", scritta da Luca Raffaelli in cui, con grande ritmo e in maniera molto diretta, si intervistano fumettisti, si propongono riflessioni sul fumetto e il cinema d'animazione e si narrano alcuni dei più importanti festival internazionali del settore.

## Contenuti

### Inserti
Una selezione della produzione fumettistica dell'Eura Editoriale è stata pubblicata negli inserti omaggio che hanno trovato spazio nelle pagine centrali del settimanale (più raramente con un secondo inserto nelle pagine finali), da spillare e conservare rilegati con la copertina omaggio che l'Eura inviava a casa di chi ne aveva fatto richiesta.
Questo l'elenco degli inserti pubblicati su Lanciostory:
1. Conrack - vol. 1 (testi di Ray Collins, disegni di Miguel Ángel Repetto) dal n. 13/1982 al n. 32/1982 (20 inserti, 320 pagine, 23 capitoli)
2. Storm (testi di aa.vv., disegni di Don Lawrence) dal n. 33/1982 al n. 3/1983 (23 inserti, 368 pagine, 8 capitoli)
3. Dax - vol. 1 (testi di Robin Wood, disegni di Reuben Marchionne) dal n. 4/1983 al n. 23/1983 (20 inserti, 320 pagine, 17 capitoli)
4. I supermasters - vol. 1 (aa.vv.) dal n. 24/1983 al n. 43/1983 (20 inserti, 320 pagine)
5. Dax - vol. 2 (testi di Robin Wood, disegni di Reuben Marchionne) dal n. 44/1983 al n. 16/1984 (25 inserti, 400 pagine, 23 capitoli)
6. Dax - vol. 3 (testi di Robin Wood, disegni di Reuben Marchionne) dal n. 17/1984 al n. 43/1984 (27 inserti, 432 pagine, 25 capitoli)
7. I supermasters - vol. 2 (aa.vv.) dal n. 44/1984 al n. 5/1985 (15 inserti, 240 pagine)
8. Mort Cinder (testi di Héctor German Oesterheld, disegni di Alberto Breccia) dal n. 6/1985 al n. 18/1985 (13 inserti, 208 pagine, 9 capitoli+prologo)
9. Jeremiah (testo e disegni di Hermann Huppen) dal n. 19/1985 al n. 46/1985 (28 inserti, 452 pagine, 10 capitoli)
10. L'Eternauta - vol. 3 (aa.vv.) dal n. 26/1985 al n. 45/1985 (17 inserti bis di varie pagine da ritagliare, 276 pagine)
11. Dedicato a Breccia - vol. 1 (testi di Carlos Trillo, disegni di Enrique Breccia) dal n. 47/1985 al n. 49/1986 (55 inserti, 880 pagine)
12. Dedicato a Breccia - Vol.2 (testi di aa.vv., disegni di Enrique Breccia) dal n. 50/1986 al n. 23/1987 (26 inserti, 416 pagine)
13. Antologia di Carlos Trillo (testi di Carlos Trillo, disegni di autori vari) dal n. 24/1987 al n. 15/1988 (44 inserti, 704 pagine)
14. Larry Mannino (testi di Ray Collins, disegni di Ángel Fernández) dal n. 16/1988 al n. 12/1989 (48 inserti, 784 pagine, 71 capitoli)
15. Dimensione Fantasy - vol. 1 (testi e disegni di autori vari) dal n. 13/1989 al n. 3/1990 (43 inserti, 688 pagine)
16. Dimensione Fantasy - vol. 2 (testi e disegni di autori vari) dal n. 4/1990 al n. 8/1991 (58 inserti, 928 pagine)
17. Andrax (testi di Miguel Cussò, Jordi Bernet, Antonio Segura, disegni di Jordi Bernet) dal n. 9/1991 al n. 2/1992 (46 inserti, 736 pagine, 27 capitoli) trattasi di prima pubblicazione
18. Savarese - vol. 1 (testi di Robin Wood, disegni di Domingo Mandrafina) dal n. 3/1992 al n. 35/1993 (85 inserti, 1368 pagine, 83 capitoli)
19. Loco Chavez (testi di Carlos Trillo. disegni di Horacio Altuna) dal n. 36/1993 al n. 30/1995 (99 inserti, 1588 pagine, 115 capitoli)
20. Savarese - vol. 2 (testi di Robin Wood, disegni di Domingo Mandrafina) dal n. 31/1995 al n. 52/1996 (74 inserti, 1192 pagine, 70 capitoli)
21. Alcatena: il mito e la fantasia (testi di aa.vv., disegni di Enrique Alcatena) dal n. 53/1996 al n. 52/1997 (53 inserti, 848 pagine)
22. Mojado - vol. 1 (testi di Robin Wood, disegni di Carlos Vogt) dal n. 1/1998 al n. 6/1999 (58 inserti, 924 pagine, 61 capitoli)
23. Mojado - vol. 2 (testi di Robin Wood, disegni di Carlos Vogt) dal n. 7/1999 al n. 9/2000 (56 inserti, con il 53/2000, ultimo inserto più breve, 876 pagine, 66 capitoli)
24. Nippur - vol. 2 (testi di Robin Wood, disegni di Enrique Villagran) dal n.10/2000 al n.21/2001 (63 inserti, 1004 pagine, 93 capitoli)
25. Nippur - vol.3 (testi di Robin Wood, disegni di Enrique Villagran) dal n. 22/2001 al n. 4/2003 (89 inserti, 1417 pagine, 133 capitoli)
26. Nekradamus (testi di Héctor Oesterheld, disegni di Horacio Néstor Lalia) dal n. 5/2003 al n. 30/2004 (78 inserti, 1252 pagine, 95 capitoli)
27. Lei e io (testi di Robin Wood, disegni di Carlos Vogt) dal n. 31/2004 al n. 52/2005 (74 inserti, 1180 pagine, 107 capitoli)
28. Dedicato a Zanotto (testi di aa.vv., disegni di Juan Zanotto) dal n. 1/2006 al n. 25/2007
29. Pepe Sanchez (testi di Robin Wood, disegni di Carlos Vogt) dal n. 26/2007 al n. 5/2009
30. Martin Hel (testi di Robin Wood, disegni di Ángel Fernández) dal n. 6/2009 al (pubblicazione in corso)

### Serie a fumetti della scuola franco - belga
Sono numerosi i fumetti appartenenti alla scuola franco-belga pubblicati da Lanciostory.
Ecco qualche esempio:
1. XIII, scritta da Jean Van Hamme e disegnata da William Vance (con l'eccezione dell'ultimo volume, disegnato da Jean Giraud), pubblicata dalla Dargaud a partire dal 1984, che ha per protagonista l'omonimo personaggio numero XIII.
- Volume 1 "Il giorno del sole nero" (titolo originale "Le jour du soleil noir") - pubblicato su Lanciostory n.6-7-8/1990 poi su Euracomix N.52 - ristampato su XIII - 100 % CULT COMICS MARVEL/PANINI COMICS N.1 "Il giorno del sole nero"
- Volume 2 "Là dove va l'indiano" (titolo originale "Là ou va l'indien") - pubblicato su Lanciostory n.9-10-11/1990 poi su Euracomix N.52 - ristampato su XIII - 100 % CULT COMICS MARVEL/PANINI COMICS N.2 "La' dove va l'indiano"
- Volume 3 "Tutte le lacrime dell'inferno" (titolo originale "Toutes les larmes de l'enfer") - pubblicato su Lanciostory n.12-13-14/1990 poi su Euracomix N.77 - ristampato su XIII - 100 % CULT COMICS MARVEL/PANINI COMICS N.3 "Tutte le lacrime dell'inferno"
- Volume 4 "Spads" (titolo originale "Spads") - pubblicato su Lanciostory n.15-16-17/1990 poi su Euracomix N.77 - ristampato su XIII - 100 % CULT COMICS MARVEL/PANINI COMICS N.4 "Spads"
- Volume 5 "Rosso totale" (titolo originale "Rouge total") - pubblicato su Lanciostory n.18-19-20/1990 poi su Euracomix N.77 - ristampato su XIII - 100 % CULT COMICS MARVEL/PANINI COMICS N.5 "Codice Rosso"
- Volume 6 "Il dossier Jason Fly" (titolo originale "Le dossier Jason Fly") - pubblicato su Lanciostory nn.23-24-25/1991 - ristampato su XIII - 100 % CULT COMICS MARVEL/PANINI COMICS N.6 "Il dossier Jason Fly"
- Volume 7 "La notte del 3 agosto" (titolo originale "La nuit du 3 aout") - pubblicato su Lanciostory nn.26-27-28/1991 - ristampato su XIII - 100 % CULT COMICS MARVEL/PANINI COMICS N.7 "La notte del 3 agosto"
- Volume 8 "Tredici contro Uno" (titolo originale "Treize contre Un") - pubblicato su Lanciostory nn.30-31-32-33/1992 - ristampato su XIII - 100 % CULT COMICS MARVEL/PANINI COMICS N.8 "Tredici contro Uno"
- Volume 9 "Per Maria" (titolo originale "Pour Maria") - pubblicato su Lanciostory nn.31-32-33-34/1993 - ristampato su XIII - 100 % CULT COMICS MARVEL/PANINI COMICS N.9 "Per Maria"
- Volume 10 "El Cascador" (titolo originale "El Cascador") - pubblicato su Lanciostory nn.4-5-6-7/1995 - ristampato su XIII - 100 % CULT COMICS MARVEL/PANINI COMICS N.10 "El Cascador"
- Volume 11 "Tre orologi d'argento" (titolo originale "Trois montres d'argent") - pubblicato su Lanciostory nn.52/1995,1-2-3-4/1996 - ristampato su XIII - 100 % CULT COMICS MARVEL/PANINI COMICS N.11 "Tre orologi d'argento"
- Volume 12 "Il processo" (titolo originale "Le jugement") - pubblicato su Lanciostory nn.1-2-3-4/1998 - ristampato su XIII - 100 % CULT COMICS MARVEL/PANINI COMICS N.12 "La sentenza"
- Volume 14 "L'inchiesta" (titolo originale "L'enquete") - pubblicato su XIII - 100 % CULT COMICS MARVEL/PANINI COMICS N.13 "L'inchiesta"
- Volume 15 "Secret defense" (titolo originale "Secret defense") - pubblicato su Lanciostory nn.3-4-5-6/2001 - ristampato su XIII - 100 % CULT COMICS MARVEL/PANINI COMICS N.14 "Segreto militare"
- Volume 16 "Sguinzagliate i cani!" - ristampato su XIII - 100 % CULT COMICS MARVEL/PANINI COMICS N.15 "Sguinzagliate i cani!"
- Volume 17 "Operazione Montecristo" - ristampato su XIII - 100 % CULT COMICS MARVEL/PANINI COMICS N.16 "Operazione Montecristo"
- Volume 18 "L'oro di Massimiliano" - pubblicato su Lanciostory nn 12-13-14-15/2008" - ristampato su XIII - 100 % CULT COMICS MARVEL/PANINI COMICS N.17 "Operazione Montecristo"
- Volume 19 "La versione irlandese" - pubblicato su Lanciostory nn. 16-17-18-19/2008" - ristampato su XIII - 100 % CULT COMICS MARVEL/PANINI COMICS N.18 "La versione irlandese"
- Volume 20 "Atto finale" disegnato da Jean Giraud Moebius - pubblicato su Lanciostory nn. 20-21-22-23/2008 - " - ristampato su XIII - 100 % CULT COMICS MARVEL/PANINI COMICS N.19 "L'ultimo round"

2. Alpha.
- Testi di Renard e disegni di Youri Jigounov per i primi tre tomi: 1. Lo Scambio 2. Il clan Bogdanov 3. Il salario dei lupi
- Testi di Renard e disegni di Youri Jigounov per i successivi tomi: 4. La lista 5. Sanzioni 6. L'intermediario 7. Biancaneve, 30 secondi! 8. Giochi di potere 9. Scala
- Testi e disegni di Youri Jigounov per il tomo: 10. Fottuto patriota.

3. Il terzo testamento, testi di Xavier Dorison e disegni di Alex Alice
- Volume 1: MARC (Lanciostory 25-28/1999)
- Volume 2: IL VOLTO DELL'ANGELO (Lanciostory 7-10/1999)
- Volume 3: IL SOFFIO DEL TORO (Lanciostory 44-48/2003)
- Volume 4: IL GIORNO DEL CORVO (Lanciostory 49-52/2003 e 1-2/2004)

4. Memorie di cenere - Testi e disegni di Philippe Jarbinet - di cui sono stati pubblicati i seguenti tomi:
- 1. Helene - 2. Tra le antiche pietre - 3. Remy d'orient - 4. I lupi di Farnham - 5. La danza dei giganti - 6. Montsegur - 7. Calimala.

5. Alvin Norge, testi e disegni di Chris Lamquet - di cui sono stati pubblicati i seguenti tomi:
- 1. @INFERNO.COM - 2. Costruttori di vite - 3. Lucyber